# Andrahandsmarknad
Andrahandsmarknad är en ekonomisk term som innebär att en vara eller ett finansiellt instrument säljs vidare efter inledningsvis ha köpts på en "förstahandsmarknad", där det som handlas är nytt.
För normala konsumentvaror innebär detta att marknaden för begagnade varor är en andrahandsmarknad.
För finansiella instrument sker huvuddelen av börshandeln i form av en andrahandsmarknad, eftersom endast handel med nyemitterade aktier och andra värdepapper är en förstahandsmarknad.
Priserna på andrahandsmarknaden varierar även för likadana varor och är ofta föremål för förhandling. För finansiella instrument brukar handeln ske på ett visst ställe, en börs, där priserna ofta varierar kraftigt över tiden baserat på tillgång, efterfrågan och bedömningar.